# Germán Butze
Germán Butze Olivier (11 de febrero de 1912-1974) fue un historietista mexicano conocido especialmente por ser el creador del cómic Los Supersabios.

## Biografía
Descendiente de familias alemanas e inglesas, fue estudiante de pintura en la Academia de San Carlos y después recibió clases particulares del retratista Ignacio Rojas. Fue introducido por su hermano Valdemar en las artes gráficas, en las que se desempeñó particularmente en el área de publicidad, llegando a diseñar personajes (como Memo Migaja y Pinito Pinole) para diversas empresas.
Crea Los Supersabios en 1936, primero semanalmente en un suplemento del diario Novedades, a instancia de su director, Ignacio Herrerías, y después en la revista Mujeres y Deportes. Luego se hicieron tiras diarias de la historieta y fue adoptada por la revista Chamaco. En todas estas publicaciones aparecía Los Supersabios, simultáneamente. En 1953, el cómic debuta en su propia revista, y en 1978 fue llevado al cine por el director Anuar Badín.
Butze también fue aficionado a la ciencia, particularmente a la astronomía.
Butze recibió el Tlacuilo de Oro en los años setenta. Murió de un infarto en 1974, a causa de su afición al tabaco.
- Datos: Q5878621